# Área marina protegida Namuncurá-Banco Burdwood
El área marina protegida Namuncurá-Banco Burdwood es un espacio marítimo protegido por Argentina en el banco Burdwood del océano Atlántico sur. Tiene un área aproximada de 28 000 km² y se halla en parte dentro la zona económica exclusiva y plataforma continental disputadas por Argentina y el Reino Unido, fuera de la jurisdicción de las provincias. Se subdivide en dos áreas categorizadas como parque nacional marino y reserva nacional marina.

## Geografía
El banco Burdwood o banco Namuncurá es una meseta sumergida que está ubicada en su parte más occidental a 150 km al este de la isla de los Estados y a 200 km al sur de las islas Malvinas. Se extiende 370 km en dirección este-oeste y su ancho norte-sur varía entre 50 y 100 km Su profundidad varía entre 50 y 200 m y se supone que formaba una isla en el primer período glaciar. Sus aguas corresponden al régimen oceanográfico subpolar y está rodeado por un talud continental que supera los 3000 metros de profundidad.
El banco Burdwood y las islas Malvinas interrumpen el flujo de aguas de la corriente circumpolar antártica en su desplazamiento hacia el norte desde el pasaje de Drake generando circulaciones locales anticiclónicas (a menos de 200 m de profundidad) que enriquecen las aguas. Las corrientes marinas que confluyen en el banco Burdwood originan una zona de importante concentración de nutrientes y de alta productividad y biodiversidad. El relativo aislamiento que le confieren las aguas profundas que rodean al banco le da importancia particular a los endemismos de especies bentónicas y corales de aguas frías.

## Fauna
En las aguas del banco Burdwood se alimentan aves tales como diversas especies de albatros y petreles: albatros de ceja negra, albatros de cabeza gris, albatros errante, albatros real del norte, albatros de Tristán, petrel gigante del norte, petrel gigante del sur, petrel negro o de barba blanca, petrel damero; así como pingüinos: pingüino de Magallanes, pingüino de penacho amarillo, pingüino papúa, pingüino rey. Entre los pinnipedos están los lobos marinos de un pelo y de dos pelos, los elefantes marinos del sur. Se encuentran también los delfines australes y delfines cruzados. El banco es zona de paso de la ballena franca austral, el cachalote, el calderón o delfín piloto común y la orca.
Dado que en el banco Burdwood hay altísimos niveles de clorofila, se generan condiciones que favorecen la productividad pesquera en la zona. En las aguas que lo rodean se encuentran sitios de reproducción y desove de polaca, merluza negra y sardina fueguina. La comunidad de especies en el banco Burdwood es dominada especialmente por el pequeño nonotenido patagonotothen guntheri y por la merluza negra. 

## Antecedentes
En 2008 la Secretaría de Ambiente y Desarrollo de la Nación comenzó a evaluar el establecimiento de medidas de protección pesquera en la zona. Como resultado de eso, para preservar el recurso pesquero mediante el acta CFP n.º 18/20081 de 19 de junio de 2008 el Consejo Federal Pesquero de Argentina creó un área de prohibición total de pesca dentro del banco Burdwood, delimitada por las coordenadas 54° 30′ S y 60° 30′ O, 54° 30′ S y 59° 30′ O, 54° 15′ S y 60° 30′ O, 54° 15′ S y 59° 30′ O dentro de la isóbata de los 100 metros de profundidad. Luego, el 26 de septiembre de 2008 la Subsecretaría de Pesca y Acuicultura emitió la disposición SSPyA n.º 250 que prohibió en forma total y permanente la actividad pesquera en dicha zona.
La idea de establecer un área protegida en el banco Burdwood fue promovida por la Administración de Parques Nacionales, cuya presidenta del directorio e investigadora de la Universidad Nacional de la Patagonia Austral, Patricia Gandini, fue galardonada en octubre de 2010 con el premio Liders for a Living Planet otorgado por la Fundación Vida Silvestre Argentina por su proyecto parque acuático Burdwood. El proyecto fue originalmente nombrado como parque nacional marino Banco Burdwood y su objetivo era «proteger un área con importantes poblaciones de especies pesqueras» y alcanzar a que las aguas marinas nacionales protegidas sean un 10% para 2020, de acuerdo con la meta planteada por el Convenio sobre la Diversidad Biológica al cual Argentina adhirió en 1994. La creación de áreas marinas protegidas está contemplada en la Parte XII de la Convención de las Naciones Unidas sobre el Derecho del Mar (CONVEMAR) (ratificada por Argentina el 1 de diciembre de 1995), que establece que los Estados tienen la obligación de proteger y preservar el medio marino.

## Ley de creación del área protegida
El 21 de noviembre de 2012 la Cámara de Diputados dio media sanción al proyecto de ley de creación del área marina protegida Namuncurá-Banco Burdwood, que fue transformado en ley n° 26875 por el Senado el 3 de julio de 2013 y promulgada el 1 de agosto de 2013 por decreto n.º 1058/2013.

ARTICULO 2° — Ámbito de aplicación. El Area Marina Protegida tendrá como límite externo la isobata de 200 m de profundidad coincidente con la Cartografía Oficial, en el área identificada como Banco Burdwood en el ámbito de la Zona Económica Exclusiva Argentina, en un todo de acuerdo con lo establecido en el artículo 56 1a) y 1b) ii y iii, de la Convención de las Naciones Unidas sobre el Derecho del Mar, aprobada por ley 24.543.

El artículo 3 de la ley establece los objetivos de la misma:

a) Conservar una zona de alta sensibilidad ambiental y de importancia para la protección y gestión sostenible de la biodiversidad de los fondos marinos;
 b) Promover el manejo sostenible, ambiental y económico de los ecosistemas marinos bentónicos de nuestra plataforma a través de un área demostrativa;
 c) Facilitar la investigación científica orientada a la aplicación del enfoque ecosistémico en la pesca y la mitigación de los efectos del cambio global.

Los artículos 4 y 5 establecen la zonificación del área protegida, creando 3 zonas:
- Zona Núcleo: es el área que contiene una porción representativa de la biodiversidad de los fondos marinos del banco Burdwood, que por sus características ecológicas y vulnerabilidad ambiental requiere medidas de protección estricta. Las únicas actividades permitidas allí son las necesarias para su control y fiscalización. Está delimitada por las coordenadas 54° 30′ S, 60° 30′ O; 54° 30′ S, 59° 30′ O; 54° 15′ S, 60° 30′ O, 54° 15′ S, 59° 30′ O.

- Zona de Amortiguación: el espacio donde se podrán desarrollar actividades de investigación científica y exploración de recursos naturales que aporten al conocimiento sobre la biodiversidad marina, experiencias de manejo sostenible de sus recursos naturales, restauración de áreas degradadas y monitoreo de los efectos del cambio global sobre la estructura del medio marino. Está delimitada por el límite de la Zona Núcleo y las coordenadas 54° 00′ S, 59° 00′ O; 54° 00′ S, 61° 00′ O; 54° 35′ S, 59° 00′ O; 54° 35′ S, 61° 00′ O.

- Zona de Transición: es la zona externa del área protegida donde se podrán desarrollar actividades productivas y extractivas, contempladas en el plan de manejo y que cuenten con la autorización de la autoridad de aplicación. Está delimitada por los límites externos de la Zona de Amortiguación y la isóbata de los 200 metros de profundidad definida en la Cartografía Oficial.

En los siguientes artículos se dispuso delegar al Poder Ejecutivo nacional la designación de la autoridad de aplicación de la ley y se creó el Consejo de Administración del área marina protegida Namuncurá-Banco Burdwood. Este consejo se dispuso fuese presidido por la autoridad de aplicación y conformado por un representante cada uno de: la Secretaría de Ambiente y Desarrollo Sustentable, el Ministerio de Relaciones Exteriores y Culto, el Ministerio de Ciencia, Tecnología e Innovación Productiva, el Consejo Nacional de Investigaciones Científicas y Técnicas (CONICET), la Administración de Parques Nacionales, el Ministerio de Agricultura, Ganadería, Pesca y Alimentación, el Ministerio de Defensa, el Ministerio de Seguridad y un representante del gobierno de la provincia de Tierra del Fuego, Antártida e Islas del Atlántico Sur (que luego aceptó la invitación). El consejo debe dictar su reglamento interno y un plan de manejo, asistido por una Secretaría Técnica a cargo del Ministerio de Ambiente y Desarrollo Sustentable de la Nación, según designación por acta n.º 5 de 17 de junio de 2015.
El decreto n.º 720/2014 de 19 de mayo de 2014 designó como autoridad de aplicación a la Jefatura de Gabinete de Ministros, que a su vez por resolución n.º 600/2014 de 24 de julio de 2014 creó el Programa Namuncurá para suministrar el apoyo material y humano para el cumplimiento de la ley n.º 26875. Este programa fue puesto a cargo de una unidad ejecutora. El 15 de agosto de 2014 se realizó la primera reunión del Consejo de Administración.
El Plan de Manejo del Área Marina Protegida Namuncurá–Banco Burdwood fue aprobado mediante acta 10/2016 del Consejo de Administración.

## Disputa con el Reino Unido
Para Argentina el área marina protegida Namuncurá-Banco Burdwood se encuentra íntegramente dentro de su zona económica exclusiva, definida por el artículo 5 de la ley n.º 23968 de Espacios marítimos, promulgada el 5 de diciembre de 1991, y dentro de la plataforma continental de Argentina. Sin embargo, el tercio oriental y pequeñas áreas de su parte norte están incluidas dentro de lo que el Reino Unido definió el 22 de agosto de 1994 como Zona de Conservación Externa de las Islas Malvinas (Falkland Islands Outer Conservation Zone), acto que fue rechazado por Argentina. El sector disputado se halla cortando la Zona de Transición al este del meridiano 58° 02' O, desde el límite sur del área protegida hasta un punto situado a 54° 38' S, desde donde sigue el rumbo hasta un punto de coordenadas 54° 02′ S y 58° 13′ O. Desde allí sigue un arco de 150 millas náuticas de radio hacia el noroeste desde un punto central de las islas Malvinas, cortando un sector de la Zona de Amortiguación y cubriendo casi todo el extremo norte del área.
La zona centro norte se halla dentro de los límites de las áreas de exploración petrolera otorgadas por el gobierno británico de las islas Malvinas, mientras que el extremo oeste lo está dentro de áreas otorgadas por Argentina.
El 6 de agosto de 2013 el gobierno británico de las islas Malvinas expresó a través de un consejero que daba la bienvenida al anuncio del establecimiento del área marítima protegida, pero solo dentro del área del banco Burdwood que consideran argentina, pero rechazándola en el sector reclamado como propio.

## Investigación
Desde el 17 al 23 de febrero de 2015 se llevó adelante la Campaña Área Marina Protegida Namuncurá/ Banco Burdwood 2015 por integrantes del CADIC-CONICET, del Instituto Nacional de Desarrollo Pesquero (INIDEP) y de la Prefectura Naval Argentina, utilizando un guardacostas de salvamento y un vehículo submarino operado a control remoto. Su objetivo fue monitorear el agua para establecer la existencia de contaminación por hidrocarburos, colectar muestras de fito y zooplancton y relevar aves marinas. Se realizó la filmación del lecho submarino en la zona núcleo a una profundidad de 60 metros.
En abril de 2017 el buque oceanográfico ARA Puerto Deseado del CONICET inició una campaña de investigación en el banco Burdwood para recolectar muestras del fondo marino en el marco del proyecto Pampa Azul.

## Desarrollos
El 9 de diciembre de 2014 fue promulgada la ley n.º 27037 que creó el Sistema Nacional de Áreas Marinas Protegidas para áreas fuera de las jurisdicciones provinciales, estableciendo 5 categorías: reserva nacional marina estricta, parque nacional marino, monumento nacional marino, reserva nacional marina para la ordenación de hábitats/especies y reserva nacional marina. En el artículo 13 se dispuso que las áreas marinas protegidas preexistentes a la ley (el área marina protegida Namuncurá-Banco Burdwood) continuarán bajo sus normas de creación por un plazo de cinco años (hasta fines de 2019), vencido el cual el Poder ejecutivo nacional debe efectuar la adecuación a las categorías de manejo y sistema de administración previstos en la ley n.º 27037.
Por decreto n.º 402/2017 de 8 de junio de 2017 fue designada la Administración de Parques Nacionales como autoridad de aplicación del Sistema Nacional de Áreas Marinas Protegidas, sin incluir todavía a Namuncurá-Banco Burdwood.
El 26 de septiembre de 2017 el Gobierno nacional se comprometió a crear dos nuevos parques nacionales marinos elaborando un proyecto de ley: Yaganes, de 69 000 km² ubicado al sur de Tierra del Fuego (dividido en parque nacional marino y reserva nacional marina); y Namuncurá–Banco Burdwood 2 de 29 000 km² ubicado en el talud al centro sur y suroeste del banco Burdwood (dividido en reserva nacional marina estricta de 21 500 km² y reserva nacional marina de 7500 km²).
El 9 de diciembre de 2019 el presidente Mauricio Macri por decreto n.º 888/2019 dispuso la adecuación al régimen de la ley n.º 27037 a partir del 1 de enero de 2020. El decreto traspasó además la autoridad de aplicación desde la Jefatura de Gabinete de Ministros a la Administración de Parques Nacionales.

ARTÍCULO 2º.- Establécese que el Área Marina Protegida indicada en el artículo 1º estará constituida por las categorías de manejo Parque Nacional Marino y Reserva Nacional Marina, previstas en el artículo 5º de la Ley Nº 27.037 y su modificatoria, conforme se detalla en el ANEXO I (IF-2019-94283154-APN-DNAMP#APNAC) que forma parte integrante de la presente medida.

En el anexo se dispuso los límites:

El Área Marina Protegida Namuncurá - Banco Burdwood estará integrada por DOS (2) categorías:
(i) al oeste del meridiano 60º45'O un sector de uso múltiple bajo la categoría de Reserva Nacional Marina;
(ii) al este del meridiano 60º45'O un sector de mayor protección bajo la categoría de Parque Nacional Marino.